# Окопы (Тернопольская область)
Окопы (укр. Окопи) — село в Мельнице-Подольской поселковой общине Чортковского района Тернопольской области Украины.
До 2020 года входило в Борщёвский район.
Код КОАТУУ — 6120881804. Население по переписи 2001 года составляло 557 человек.

## Географическое положение
Село Окопы находится на левом берегу реки Днестр в месте впадения в неё реки Збруч,
на противоположном берегу реки Днестр — село Пригородок,
на противоположном берегу реки Збруч — село Збруч.
Через село проходит автомобильная дорога Т-2002.

## История
Крепость Окопы Святой Троицы была заложена в 1692 году для защиты от набегов крымских татар польским гетманом Станиславом Яблоновским.

## Объекты социальной сферы
- Школа I ст.
- Клуб.
- Фельдшерско-акушерский пункт.

## Известные уроженцы
- Бешт (Бааль-Шем-Тов) — основатель религиозного движения хасидизма.
- Прусевич, Александр Николаевич — польский историк.